# PGC 6700
LEDA/PGC 6700 ist eine kompakte Elliptische Galaxie im Sternbild Dreieck
am Nordsternhimmel. Sie ist schätzungsweise 520 Millionen Lichtjahre von der Milchstraße entfernt und hat einen Durchmesser von etwa 145.000 Lichtjahren. Vom Sonnensystem aus entfernt sich das Objekt mit einer errechneten Radialgeschwindigkeit von näherungsweise 11.500 Kilometern pro Sekunde.

## Galaktisches Umfeld
| Nr. | Galaxie          | Alternativname          | Rek           | Dek           | Distanz/asec |
| --- | ---------------- | ----------------------- | ------------- | ------------- | ------------ |
| →   | LEDA/PGC 6700    | NSA 130461              | 01h49m34.733s | +32d34m46.77s | 0            |
| 1   | LEDA/PGC 6699    | UGC 1281                | 01h49m32.00s  | +32d35m23.0s  | 48.25        |
| 2   | LEDA/PGC 212843  | NSA 130465              | 01h49m42.72s  | +32d37m30.6s  | 192.56       |
| 3   | LEDA/PGC 212844  | NSA 154558              | 01h49m32.14s  | +32d31m04.4s  | 224.64       |
| 4   | LEDA/PGC 2002217 | NSA 154549              | 01h49m02.56s  | +32d33m13.4s  | 417.30       |
| 5   | LEDA/PGC 2000274 | 2MASX J01490286+3230362 | 01h49m02.85s  | +32d30m36.4s  | 472.66       |
| 6   | LEDA/PGC 2002746 | NSA 154578              | 01h50m19.07s  | +32d33m53.2s  | 562.91       |
| 7   | LEDA/PGC 3625579 | NSA 154545              | 01h48m48.00s  | +32d33m05.8s  | 599.52       |
| 8   | LEDA/PGC 2003204 | NSA 154586              | 01h50m29.238s | +32d34m29.84s | 689.13       |
| 9   | LEDA/PGC 92844   | NSA 154583              | 01h50m23.98s  | +32d28m58.2s  | 713.90       |
| 10  | LEDA/PGC 1996372 | NSA 154577              | 01h50m18.04s  | +32d25m34.1s  | 778.10       |
| 11  | LEDA/PGC 138466  | NSA 154591              | 01h50m36.96s  | +32d33m56.4s  | 787.14       |
| 12  | LEDA/PGC 3625943 | NSA 154567              | 01h49m55.86s  | +32d47m38.0s  | 816.16       |
| 13  | LEDA/PGC 2000423 | NSA 154538              | 01h48m30.95s  | +32d30m48.7s  | 841.17       |
| 14  | LEDA/PGC 1992241 | 2MASX J01493387+3220194 | 01h49m33.88s  | +32d20m19.6s  | 863.81       |
| 15  | LEDA/PGC 6789    | NSA 130500              | 01h50m40.53s  | +32d29m45.3s  | 884.95       |